# Elektronik

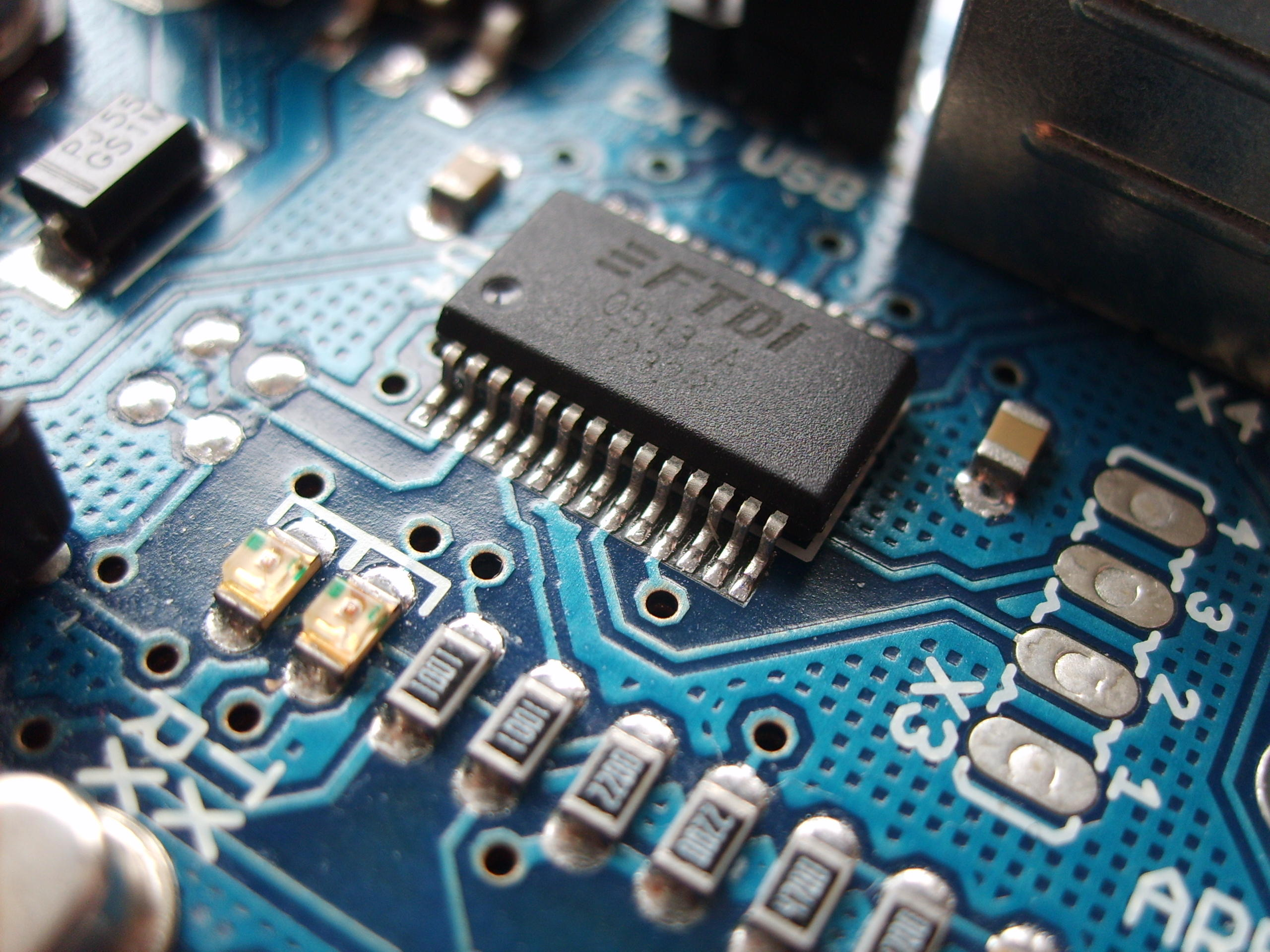
Ytmonterade komponenter på ett mönsterkort.

Elektronik är den gren av elektrotekniken som bygger på rörelserna hos elektroner i vakuum, gaser eller fasta material (inklusive halvledare). I modernt språkbruk omfattas även användningen av elektroniska komponenter, inom bland annat radio, television, datateknik, kommunikation, informationsteknik och mätteknik.
Traditionellt betecknas elektrisk apparatur utan aktiva komponenter som ej elektronisk. Exempel på icke-elektronisk utrustning är därför värme-element, elmotorer och enklare elkraftöverföring.
Elektroniken har en central roll i den pågående "informationsrevolutionen" eftersom datorer och annan kringutrustning är uppbyggd av olika elektroniska komponenter.

## Teori
De mest grundläggande lagarna som beskriver hur elektronik fungerar är Ohms lag och Kirchhoffs lagar samt även Maxwells ekvationer.

## Komponenter
Beståndsdelarna i elektronik kallas komponenter. Komponenterna är uppdelade i olika typer beroende på deras egenskaper.
När komponenter kopplas samman så bildas kretsar. Komplexa komponenter brukar även kallas kretsar.

### Aktiva komponenter
Exempel: transistor, MOSFET, CMOS, diod, DIAC, TRIAC, operationsförstärkare, tyristor

### Passiva komponenter
Exempel: motstånd, kondensator, spole

### Analoga kretsar
Exempel: förstärkare, oscillator, blandare

### Digitala kretsar
Byggblock:
- Logiska grindar
- Adderare
- Multiplikator
- Vippor
- Räknare
- Register
- Multiplexer
- Schmittrigger

Kraftigt integrerade komponenter:
- Mikroprocessor
- Mikrocontroller
- ASIC
- DSP
- FPGA

### Elektromekaniska komponenter
Exempel: relä, strömställare

## Konstruktion
EDA-programvara som till exempel Kicad används för att sätta samman ett kopplingsschema. Detta överförs sedan till en mönsterkortslayout där bland annat korrigeringar för fysiska och mekaniska förhållanden görs.